# Annona duckei
Annona duckei Diels – gatunek rośliny z rodziny flaszowcowatych (Annonaceae Juss.). Występuje naturalnie w Kolumbii, Ekwadorze oraz Peru. 

## Morfologia
PokrójZimozielone drzewo lub krzew o owłosionych gałęziach.
LiścieMają kształt od odwrotnie owalnego do eliptycznego. Mierzą 4–10 cm długości oraz 3,5–5,5 cm szerokości. Nasada liścia zbiega po ogonku. Liść na brzegu jest całobrzegi. Wierzchołek jest spiczasty. Ogonek liściowy jest owłosiony i dorasta do 5–7 mm długości.
KwiatySą pojedyncze. Rozwijają się w kątach pędów. Działki kielicha mają owalny kształt i są zrośnięte. Płatki mają owalny kształt. Osiągają do 7 mm długości.
OwoceTworzą owoc zbiorowy. Mają prawie kulisty kształt. Osiągają 3–4 cm długości.